# Eustrotia mesosecta
Eustrotia mesosecta là một loài bướm đêm trong họ Noctuidae.